# Sangil'ka
La Sangil'ka (in russo Сангилька?; in lingua selcupa: Ха́ӈӷэл кы) è un fiume della Russia siberiana occidentale, affluente di destra del Tym. Scorre nel Kargasokskij rajon dell'Oblast' di Tomsk.
Il fiume ha origine nella parte sud-orientale del Bassopiano della Siberia occidentale e scorre con direzione mediamente sud-occidentale attraverso una zona paludosa; sfocia nel Tym nel suo basso corso, a 85 km dalla foce. Il fiume ha una lunghezza di 335 km e il suo bacino è di 4 490 km². Il maggior affluente, proveniente dalla sinistra idrografica, è il Pul'sec (lungo 116 km).